# إسكتلنديون
الإسكتلنديون (بالإسكتلندية: Scots Fowk؛ بالغيلية الإسكتلندية: Albannaich) هم ومجموعة عرقية أصليَّة في اسكتلندا. تاريخياً، الشعب الإسكتلندي هو نتيجة من دمج شعبين من الناطقين بالكلتيَّة، وهما البيكت والغايل، الذين أسسوا مملكة اسكتلندا في القرن التاسع. في وقت لاحق، أُدمج الكامبليين الناطقين باللغة الكلتية المجاورة، بالإضافة إلى الأنجلوسكسونيين الناطقين بالجرمانية والشماليين.
في الاستخدام الحديث، يستخدم مصطلح «الإسكتلنديون» للإشارة إلى أي شخص تنتمي أصوله اللغوية أو الثقافية أو الأسلاف أو الأصول الوراثية من اسكتلندا. كانت الكلمة اللاتينية (باللاتينيَّة: Scoti) تشير في الأصل إلى شعب الغايل، ولكنها جاءت لوصف جميع سكان اسكتلندا. وكانت تعتبر مهجورة أو تحقيرية، كما استخدم مصطلح سكوتش للإشارة إلى الاسكتلنديين، خارج اسكتلندا في المقام الأول. ويوثق جون كينيث جالبرايث في كتابه ذا سكوتش أن أحفاد الرواد الإسكتلنديين في القرن التاسع عشر والذين استقروا في جنوب غرب أونتاريو وأطلقوا على أنفسهم اسم «سكوتش». ويذكر أن الكتاب كان يهدف إلى إعطاء صورة حقيقية عن الحياة في المجتمع في العقود الأولى من القرن العشرين.
يعيش عدد كبير من الأشخاص من أصول اسكتلندية في العديد من البلدان. أدّت الهجرة والمشاركة الاسكتلندية في الإمبراطورية البريطانية، والتراجع الصناعي والبطالة في الآونة الأخيرة، إلى العثور على أسكتلنديين في جميع أنحاء العالم. أخذ المهاجرين الاسكتلنديين معهم لغتهم وثقافتهم الاسكتلندية. واستقرت أعداد كبيرة من سكان اسكتلندا في أراضي العالم الجديد في أمريكا الشمالية والجنوبية، وأستراليا ونيوزيلندا. تضم كندا على أعلى نسبة من السكان ذوي الأصول الاسكتلندية في العالم وثاني أكبر جالية اسكتلندية من حيث العدد، بعد الولايات المتحدة. ويعتنق أغلب الاسكتلنديين المسيحية على مذهب البروتستانتية المشيخية إلى جانب أقلية الرومانية الكاثوليكية.
شهدت اسكتلندا هجرة واستقرار العديد من الشعوب في فترات مختلفة من تاريخها. ولدى البيكت والغايل والبريطونيين، أساطير حول أصلهم، مثل معظم الشعوب الأوروبية في العصور الوسطى. وصلت الشعوب الجرمانية، مثل الأنجلو ساكسون، في بداية القرن السابع، في حين استقر الشماليين في أجزاء من اسكتلندا منذ القرن الثامن فصاعداً. في حقبة العصور الوسطى العليا، خلال عهد ديفيد الأول من اسكتلندا، كانت هناك بعض الهجرة من فرنسا وإنجلترا والبلدان المنخفضة إلى اسكتلندا. ومن بين أسماء العائلة الاسكتلندية الشهيرة، التي تحمل اسم بروس، وباليول، وموراي وستيوارت جاءت إلى اسكتلندا في هذا الوقت. تعد اسكتلندا اليوم واحدة من دول المملكة المتحدة، وغالبية الناس الذين يعيشون هناك هم مواطنون بريطانيون.